# Régiment de Rohan (1787)
Pour les articles homonymes, voir Régiment de Rohan (homonymie).
Le régiment de Rohan est un régiment d’infanterie du royaume de France créé en 1684 sous le nom de régiment de Quercy devenu sous la Révolution le 84e régiment d'infanterie de ligne.

## Création et différentes dénominations
- 16 septembre 1684 : création du régiment de Quercy
- 7 mai 1776 : renommé régiment de Rohan-Soubise
- 29 avril 1787 : renommé régiment de Rohan
- 1er janvier 1791 : renommé 84e régiment d’infanterie de ligne

## Colonels et mestres de camp
Colonels du régiment de Quercy (1684-1776)
- 16 septembre 1684 : N. de La Queille, marquis d’Amanzé
- 29 août 1692 : Claude François, chevalier de Bouthilliers
- 14 janvier 1705 : Jean Sébastien Hue, chevalier de Miromesnil, brigadier le 1er février 1719, † 15 juin 1733
- 1er janvier 1720 : N. Hue, marquis de Miromesnil
- 23 janvier 1731 : Charles Michel Gaspard, comte de Saulx-Tavannes, brigadier le 1er janvier 1740, maréchal de camp le 1er août 1744, lieutenant général le 10 avril 1748
- 10 septembre 1744 : François Claude Chauvelin, brigadier le 2 mai 1744, maréchal de camp le 12 juillet 1745, lieutenant général le 25 août 1749, † 1773
- 7 septembre 1746 : Louis Marie Florent, comte du Châtelet-Lomont, brigadier le 9 août 1757, maréchal de camp le 20 février 1761,
- 22 septembre 1753 : Michel Roussel d’Epourdon, marquis de Courcy
- 27 septembre 1761 : Joseph de Massan
- 1er décembre 1762 : François Menehould, comte de Menou
- 18 avril 1776 : Jacques, comte de Carles

Colonels des régiments de Rohan-Soubise et Rohan (1776-1791) :
- 7 mai 1776 : Charles de Rohan, prince de Soubise (colonel-propriétaire)
- 29 avril 1787 : Charles-Alain Gabriel, duc de Montbazon (colonel-propriétaire)
- 13 avril 1780 : Gabriel Louis de Caulaincourt
- 10 mars 1788 : Louis Charles d'Hervilly
- 24 octobre 1791 : Joseph Buonavita

## Historique des garnisons, combats et batailles du régiment
- 1692 : siège d'Embrun[3]
- 1693 : siège de Pignerol et bataille de La Marsaille[4]
- 1696-1697 : opérations sur le Rhin[5]
- 1701 : bataille de Carpi, bataille de Chiari et garnison à Pizzighettone[6]
- 1702 : combat de Santa Vittoria (26 juillet)[7]
- 1705 : prise de Verrua (9 avril), Mirandola (11 mai) et bataille de Cassano (16 août)[8]
- 1706 : batailles de Calcinato et de Castiglione ; le régiment passe l'hiver 1706-1707 enfermé dans Mantoue ; un armistice permet aux troupes françaises de Lombardie de rentrer en France[9].
- 1707-1708 : opérations sur le Rhin[10]
- 1709 : campagne contre les camisards[11]
- 1711-1712 : opérations à la frontière du duché de Savoie[11]
- 1714 : siège de Barcelone[12]
- 1733-1734 : prise du château de Milan (30 décembre), de Novare (7 janvier) et de Tortone (5 février)[13]
- 1734 : bataille de San Pietro[14]
- 1735 : combat de Guastalla (29 mai)[15]
- 1744 : bataille de la Madonne de l'Olmo[16]
- 1745 : siège de Tortone et bataille de Bassignana[17]
- 1746 : bataille de Plaisance[18]
- 1747 : conquête du comté de Nice[19]
- 1748 : combat de Voltri (12 juin)[20]>
- 1749-1753 : Corse[21]
- 1758 : bataille de Saint-Cast[22]
- 1760-1763 : séjour à Saint-Domingue aux Antilles ; le régiment perd les trois quarts de son effectif par maladies et ne compte plus que 241 hommes à son retour en France[23]

Lors de la réorganisation des corps d'infanterie français de 1762, le régiment de Quercy conserve ses deux bataillons et est affecté au service de la Marine et des Colonies et à la garde des ports dans le royaume.
L'ordonnance arrête également l'habillement et l'équipement du régiment comme suitHabit, parements, collet, veste et culotte blancs, revers verts, la poches en  long garnies de neuf boutons en  patte-d'oie, trois sur la manche, quatre petits au revers, et quatre gros au-dessous : boutons blancs et plats, avec le no 73. Chapeau bordé d'argent.
1 gradé de ce régiment est mort aux États-Unis durant guerre d'indépendance des États-Unis.
Le 84e régiment d’infanterie de ligne est resté en garnison à l’intérieur jusqu’à l’époque de l’amalgame.

## Personnes célèbres ayant servi au régiment de Quercy
- Sébastien Trochereau de Bouillay alors sous-lieutenant.

## Personnes célèbres ayant servi au régiment de Rohan-Soubise
- Sébastien Trochereau de Bouillay alors lieutenant puis capitaine.

## Drapeaux
3 drapeaux, dont un blanc colonel et 2 d’ordonnance, « jaunes & violets par bandes dans les quarrez, & croix blanches ».

Drapeaux d’ordonnance
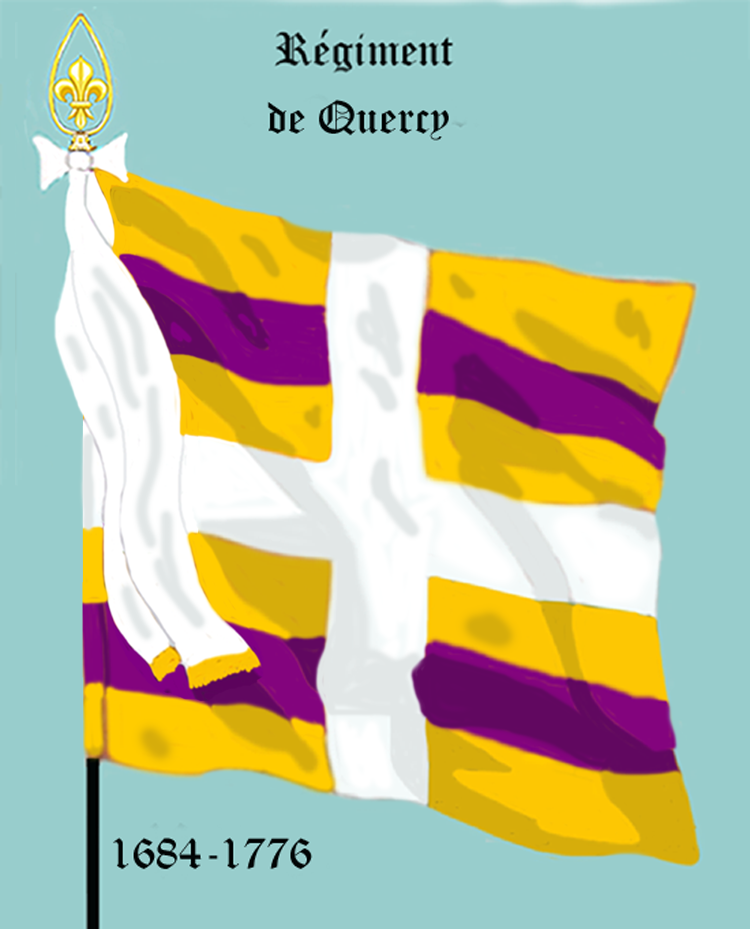
régiment de Quercy de 1684 à 1776
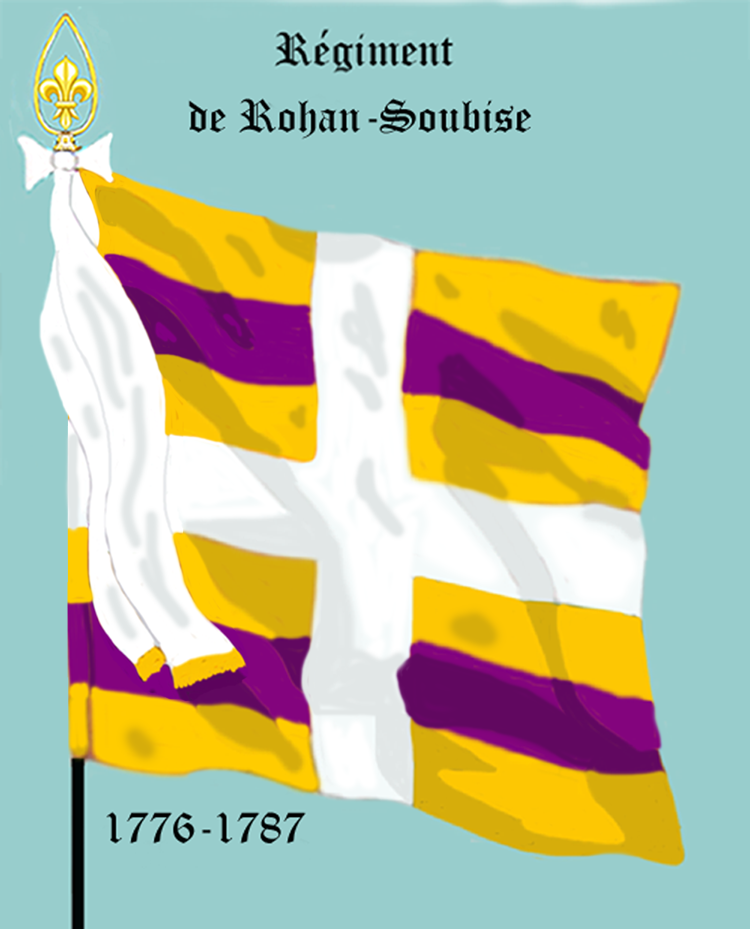
régiment de Rohan-Soubise de 1776 à 1787
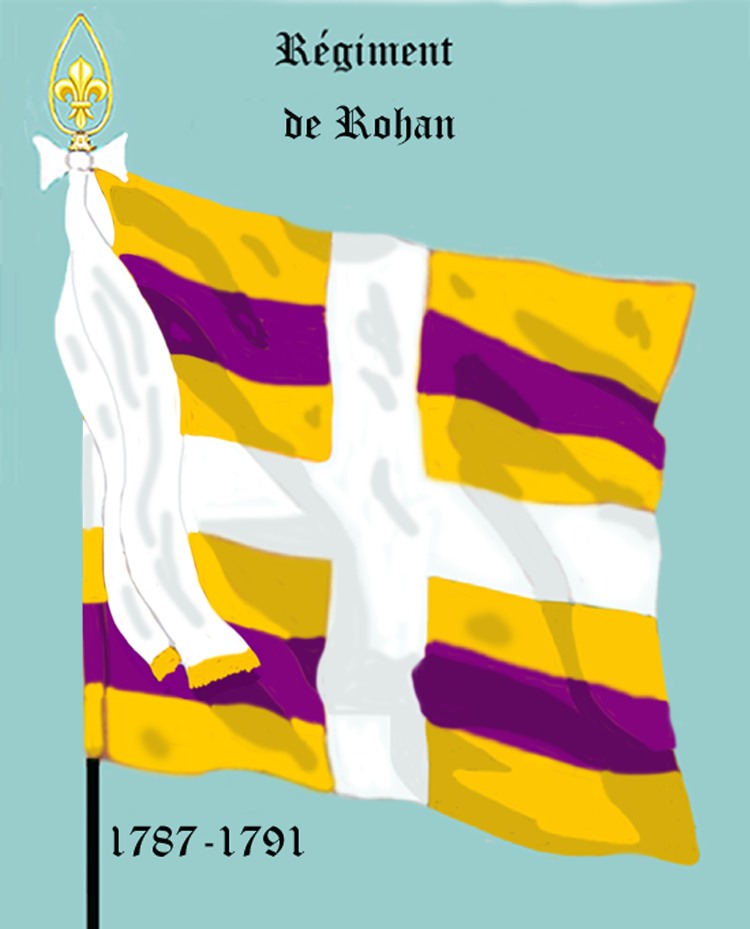
régiment de Rohan de 1787 à 1791

## Habillement

Uniformes
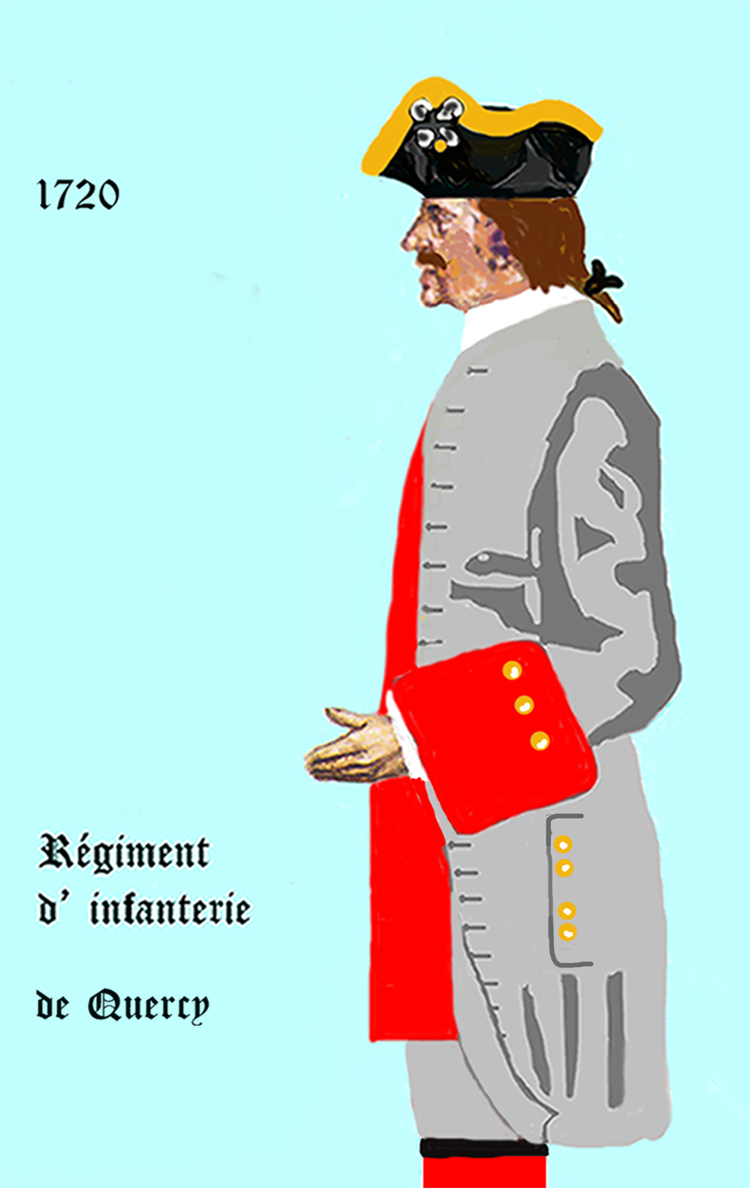
régiment de Quercy de 1720 à 1734
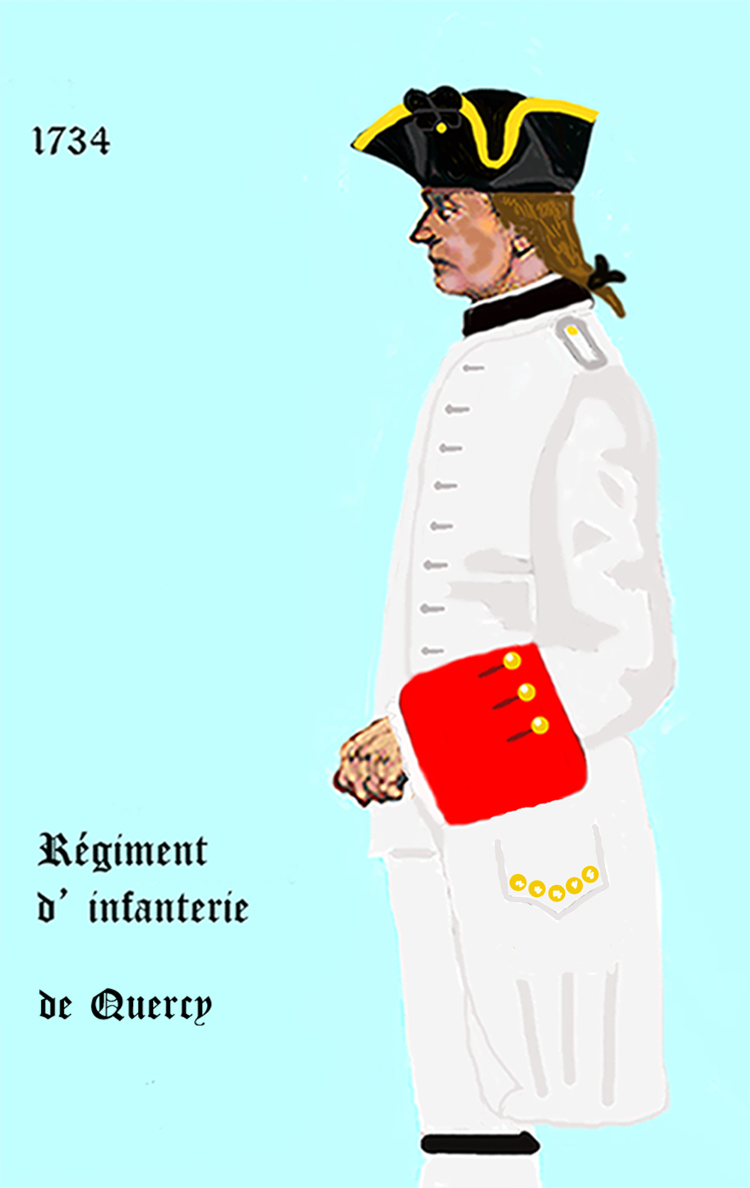
régiment de Quercy de 1734 à 1762
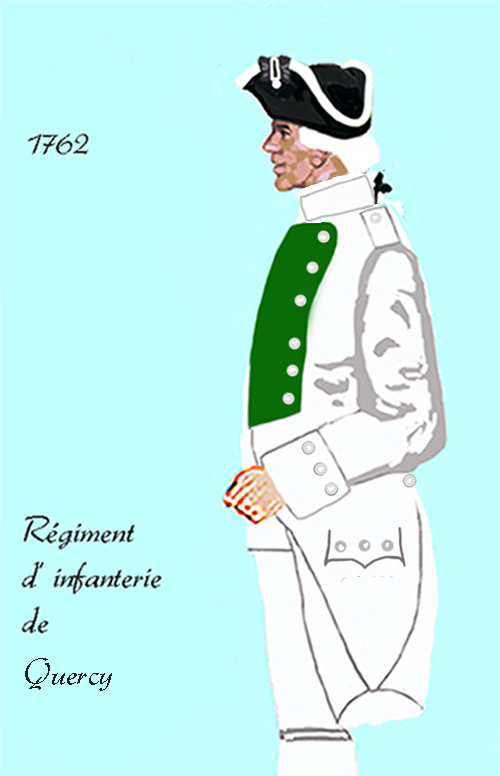
régiment de Quercy de 1762 à 1776
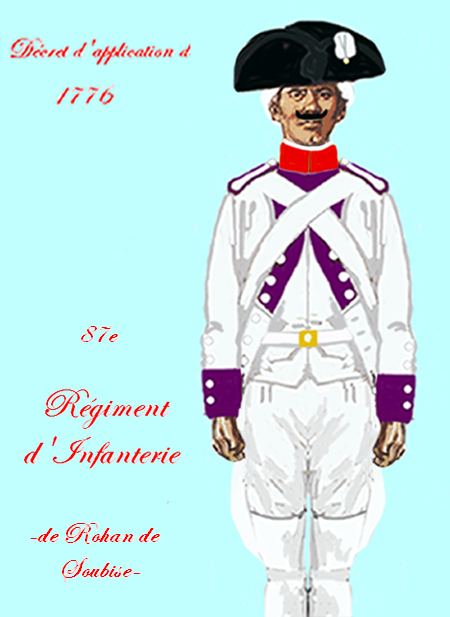
régiment de Rohan-Soubise de 1776 à 1779

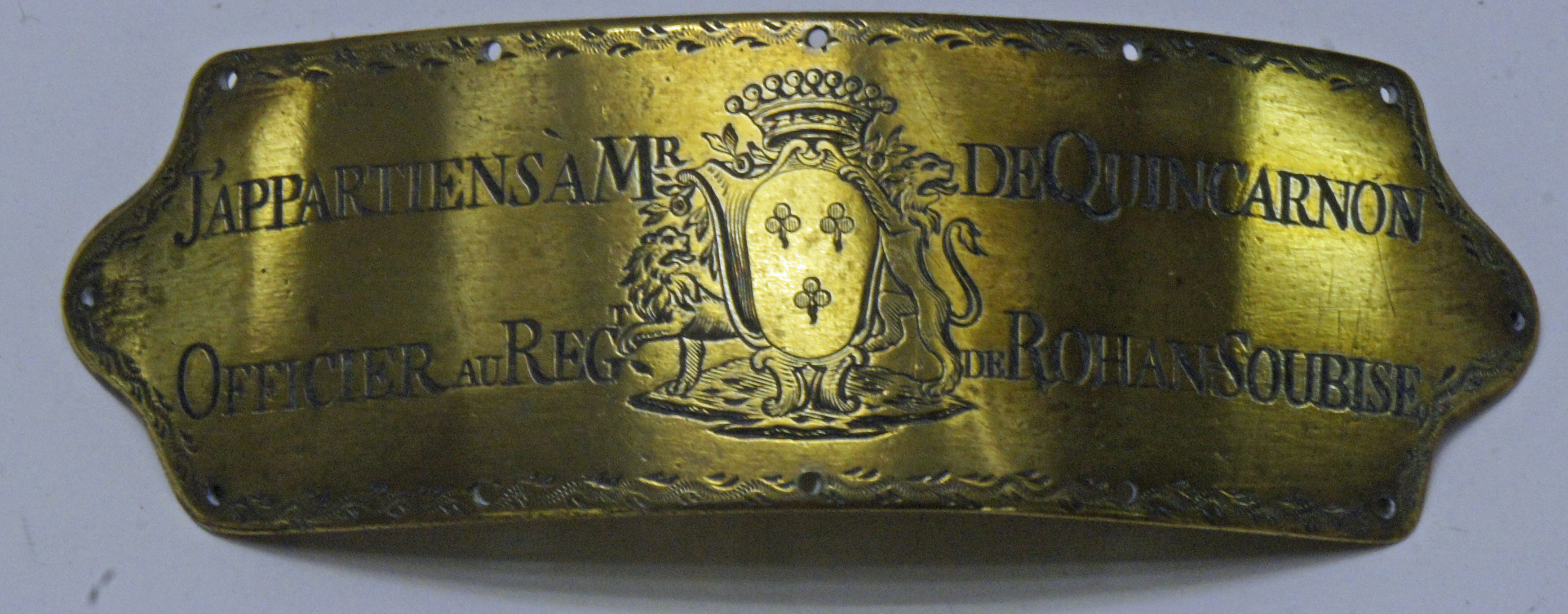
Plaque de collier pour chien du régiment de Rohan-Soubise.

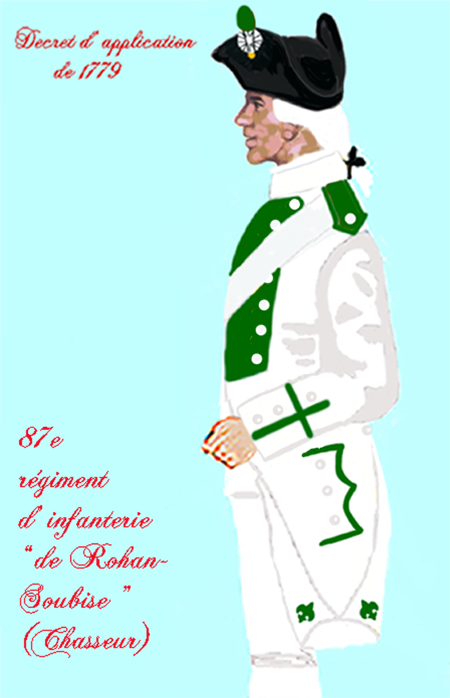
de 1779 à 1791
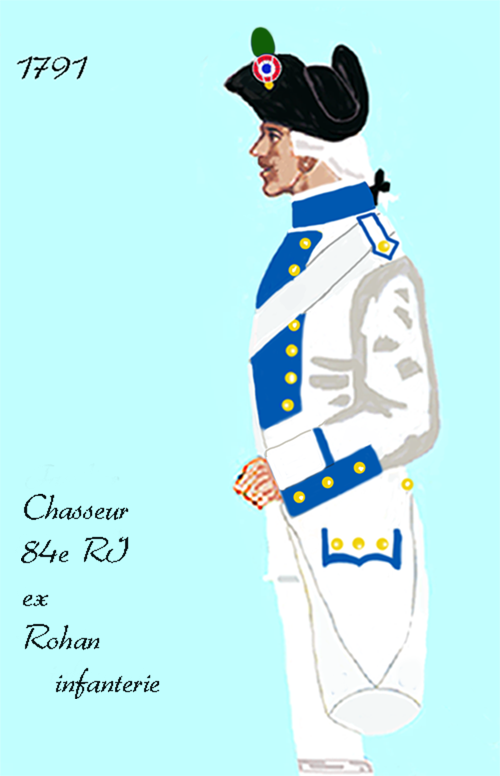
84e régiment d’infanterie de ligne de 1791 à 1792
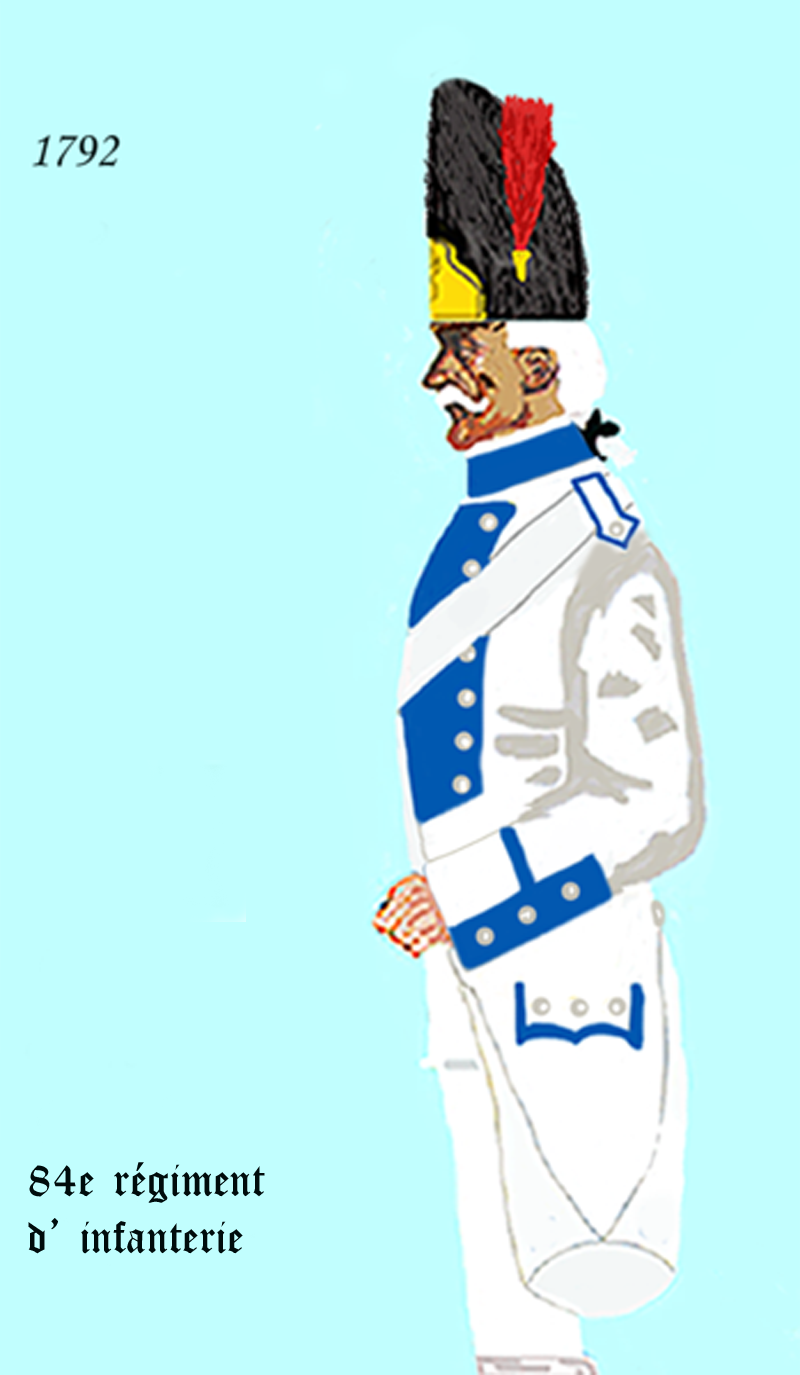
grenadier du 84e régiment d’infanterie de ligne de 1792 à 1796